# Северное (Черлакский район)
Се́верное — деревня в Черлакском районе Омской области России. Входит в состав Солянского сельского поселения.

## География
Село находится в юго-восточной части Омской области, в пределах Курумбельской степи, являющейся частью Чебаклы-Суминской впадины.

### Часовой пояс
Село Северное, как и вся Омская область, находится в часовой зоне МСК+3. Смещение применяемого времени относительно UTC составляет +6:00.

## История
Основана в 1890 году. В 1928 году село состояло из 176 хозяйств, основное население — русские. В административном отношении являлось центром Северного сельсовета Крестинского района Омского округа Сибирского края.

## Население
| 2010 |
| ---- |
| 204  |

### Гендерный состав
По данным Всероссийской переписи населения 2010 года, в гендерной структуре населения из 204 жителей мужчин и женщин по 102 человека (по 50,0 % каждая когорта)

### Национальный состав
Согласно результатам переписи 2002 года, в национальной структуре населения русские составляли 81 % из 333 чел.

## Экономика
Развитое сельское хозяйство. Личное подсобное хозяйство.

## Транспорт
Автодорога «Привольное — Северное» (идентификационный номер 52 ОП МЗ Н-580) длиной 12,74 км..